# Lokoundjé
Lokoundjé es una comuna camerunesa perteneciente al departamento de Océan de la región del Sur.
En 2005 la comuna tenía una población de 22 681 habitantes.
Se ubica en la esquina noroccidental de la región, al este de Kribi.

## Localidades
Comprende las siguientes localidades:
- Bandevouri
- Bella
- Behondo
- Bidou I
- Bidou II
- Bipaga I
- Bipaga II
- Bissiang
- Bivouba
- Bonguen
- Dehane
- Dikoube
- Donenda
- Ebea
- Ebondi
- Edoungagomo
- Elogbatindi
- Fifinda
- Gwap
- Kienke
- Mabenanga
- Makoure I
- Makoure II
- Mbebe
- Mboke
- Ndoumale
- Nkollo
- Pama
- Yalpenda